# NGC 1413
NGC 1413 је елиптична галаксија у сазвежђу Еридан која се налази на NGC листи објеката дубоког неба.
Деклинација објекта је - 15° 36' 37" а ректасцензија 3h 40m 11,5s. Привидна величина (магнитуда) објекта NGC 1413 износи 14,3 а фотографска магнитуда 15,3. NGC 1413 је још познат и под ознакама NPM1G -15.0199, PGC 13504.